# Together Always
Together Always är ett studioalbum av Porter Wagoner och Dolly Parton, släppt i september 1972.  Det innehöll deras hitlåt "Lost Forever in Your Kiss", som nådde topp-tio för country i USA och titelspåret nådde placeringen #14. Den humoristiska "Ten Four, Over and Out" behandlade privatradio några år innan den blev ett större fenomen i USA. På albumomslaget finns även handskrift av Porter Wagoner och Dolly Parton 
Albumet är ett av få där alla låtar skrivits av antingen Dolly Parton eller Porter Wagoner, även om det mesta av deras album består av självskrivna lptar.
"Poor Folks Town" spelades senare in av Dolly Parton som soloartist på hennes storsäljande album 9 to 5 and Odd Jobs 1980.

## Låtlista
1. Together Always (Dolly Parton)
2. Love's All Over (Wagoner)
3. Christina (Parton)
4. Poor Folks Town (Parton)
5. Take Away (Wagoner)
6. Ten Four, Over and Out (Wagoner)
7. Lost Forever In Your Kiss (Parton)
8. Anyplace You Want To Go (Wagoner)
9. Looking Down (Wagoner)
10. You and Me, Her and Him (Wagoner)